# Scotomanes ornatus
Il pipistrello arlecchino (Scotomanes ornatus Blyth, 1851) è un pipistrello della famiglia dei Vespertilionidi, unica specie del genere Scotomanes (Dobson, 1875), diffuso nell'Asia sud-orientale.

## Descrizione

### Dimensioni
Pipistrello di piccole dimensioni, con la lunghezza della testa e del corpo tra 64 e 85 mm, la lunghezza dell'avambraccio tra 54 e 61 mm, la lunghezza della coda tra 52 e 66 mm, la lunghezza del piede tra 12 e 15 mm, la lunghezza delle orecchie tra 19 e 24 mm e un peso fino a 30 g.

### Caratteristiche craniche e dentarie
Il cranio è robusto e largo. Il processo lacrimale è prominente e le creste sopra-orbitali sono ben sviluppate. Le arcate zigomatiche sono fortemente arcuate. Il rostro è molto corto, la scatola cranica è relativamente bassa. Gli incisivi superiori sono lunghi ed affilati, i premolari sono molto più piccoli dei molari.
Sono caratterizzati dalla seguente formula dentaria:

### Aspetto
Le parti superiori sono bruno-rossastre, mentre le parti inferiori sono marroni scure lungo la linea mediana e biancastre lungo i fianchi. Un collare bianco e nerastro è presente sotto la gola. Una striscia bianca si estende lungo la metà posteriore della schiena, una macchia bianca è presente sul capo mentre un'altra si trova sopra ogni ala dietro la spalla. In alcuni individui le macchie sono sparse su tutto il corpo. I singoli peli sono neri alla base, bianchi nella parte centrale e color ruggine all'estremità. Le femmine sono generalmente più scure e talvolta sono prive della striscia dorsale. Le orecchie sono di proporzioni moderate, triangolari, ben separate tra loro e con la punta attenuata. Il trago è circa un terzo della lunghezza dell'orecchio stesso, sottile, curvato in avanti e con la punta arrotondata. Le membrane alari sono bruno-grigiastre scure, i metacarpi sono bruno-arancioni. L'estremità della lunga coda si estende oltre l'ampio uropatagio, il quale è brunastro.

## Biologia

### Comportamento
Si rifugia tra i rami degli alberi, a 2-4 metri dal suolo. Un individuo è stato catturato all'interno di una grotta, mentre un altro è stato osservato tra le foglie di un banano. Si mimetizza facilmente tra i frutti e le foglie grazie alla sua particolare colorazione. Inizia a cacciare molto tardi e vola molto in alto e velocemente.

### Alimentazione
Si nutre di insetti.

## Distribuzione e habitat
Questa specie è diffusa nell'Asia sud-orientale, dal Nepal orientale alla Cina sud-orientale ad est, fino al Vietnam centrale a sud.
Vive nelle profonde e umide vallate e nelle foreste collinari. In Vietnam è stato catturato in grotte calcaree all'interno di foreste umide tropicali primarie e secondarie.

## Tassonomia
Sono state riconosciute 3 sottospecie:
- S.o.ornatus: Nepal orientale, Bhutan meridionale; stati indiani del Sikkim, Meghalaya centrale e occidentale;
- S.o.imbrensis (Thomas, 1921): Stati indiani del Meghalaya orientale, Arunachal Pradesh meridionale, Nagaland, Assam, Manipur, Mizoram, Tripura, West Bengal nord-orientale; Bangladesh;
- S.o.sinensis (Thomas, 1921): Myanmar settentrionale e nord-orientale; Thailandia nord-orientale, Laos, Vietnam settentrionale e centrale; province cinesi del Sichuan, Yunnan, Guizhou, Anhui, Fujian, Hunan, Guangxi, Guangdong e l'isola di Hainan.

## Conservazione
La IUCN Red List, considerato il vasto areale e la popolazione numerosa, classifica S. ornatus come specie a rischio minimo (Least Concern)).